# 柏崎古墳群
柏崎古墳群（かしわざきこふんぐん）は、埼玉県東松山市にある古墳群。

## 概要
東松山台地の突出部上に築造されている。現在確認されている古墳は、帆立貝形古墳1（おくま山古墳）、前方後方墳1（柏崎天神山古墳）、方墳1（柏崎8号墳）、円墳15である。1910年（明治43年）小原地区から、開墾中に珠文鏡1、硬玉製勾玉1、瑪瑙製勾玉1、碧玉製管玉2、ガラス製小玉6が発見されている。また、1928年（昭和3年）に名所地区で埴輪片が発見されている。これらの遺物は東京国立博物館に収蔵されている。

## 古墳
- おくま山古墳（柏崎1号墳）
- 柏崎2号墳
横穴式石室から鉄鏃3、小札甲（挂甲）小札鉄片、鉄環出土。
- 柏崎4号墳
直径30メートル、高さ4.1メートル。横穴式石室から金環1、大刀残欠、刀子1、鉄鏃15、弓金具1、須恵器出土。
- 柏崎5号墳
直径30メートル。横穴式石室から金環10、管玉1、臼玉3、ガラス製小玉10、大刀4、刀子4、鉄鏃15出土。
- 柏崎6号墳
横穴式石室から金環2、管玉1、刀子4、大刀残欠、鐔2、刀装具1、鉄鏃40出土。
- 柏崎8号墳
一辺約20メートル、高さ2.8メートル。
- 柏崎天神山古墳（柏崎10号墳）
全長57メートル。墳丘の東半分は削平されている。この古墳出土と伝えられる胴釧と内行花文鏡が1962年（昭和37年）に市指定有形文化財（考古資料）に指定された[1]。
- 権現塚古墳（柏崎12号墳）
直径38メートル、高さ5.4メートル。水鳥形埴輪が出土。

柏崎古墳群の変遷は、まず柏崎天神山古墳が5世紀後半に築造され、つづいて権現塚古墳、6世紀前半におくま山古墳、6世紀後半から円墳群が築造され、最後に7世紀中頃に柏崎2号・8号墳が築造されて終焉を迎えると考えられる。